# Adolf Bayersdorfer
Adolf Christian Bayersdorfer (ur. 7 czerwca 1842 w Erlenbachu nad Menem, zm. 21 grudnia 1901 w Monachium) – niemiecki historyk sztuki, a także krytyk artystyczny.

## Życiorys
Urodził się w 1842, jako syn leśnika, w Erlenbach am Main, lecz po śmierci swego ojca w 1853, przeprowadził się wraz z matką do Monachium. Po ukończeniu „Wilhelmsgymnasium” w Monachium, studiował filozofię i historię sztuki.

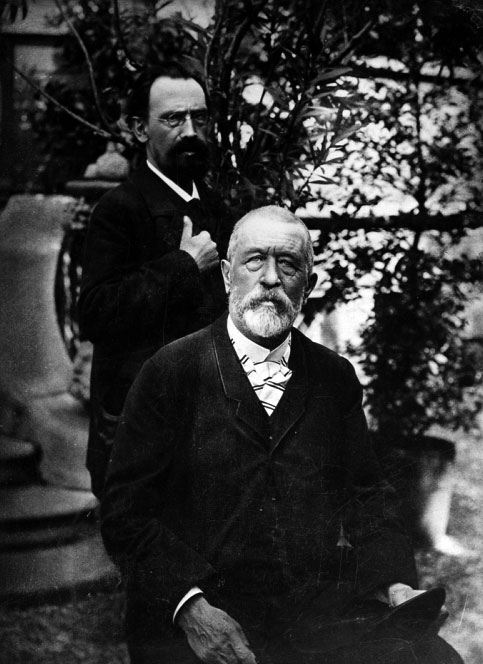
A. Bayersdorfer (stoi z tyłu) w towarzystwie A. Böcklina (siedzi z frontu)

Podczas pobytu we Włoszech, szczególnie w Wenecji, od 1874, korzystając ze stypendium państwowego, studiował malarstwo włoskie. Był w latach siedemdziesiątych, osiemdziesiątych i dziewięćdziesiątych XIX wieku – cenionym historykiem sztuki. Z tego względu, w 1871, brał udział w kongresie dotyczącym „sporu o Holbeina” („Dresdner Holbeinstreit”) – rozstrzygającego autorstwo dwu obrazów przypisywanych Hansowi Holbeinowi Młodszemu, co doprowadziło do poprawy metodologii rozpoznawania autorstwa obrazów.
W 1880 r. był kuratorem w Starej Pinakotece w Monachium i administratorem bawarskich państwowych zbiorów sztuki. Opiekował się tam dziełami sztuki i opracowywał katalogi. Utrzymywał kontakty korespondencyjne z licznymi ówczesnymi artystami-malarzami, a zwłaszcza z zaprzyjaźnionym Arnoldem Bocklinem. Był jednym z założycieli niemieckiego instytutu historii sztuki we Florencji. W 1897 otrzymał doktorat honoris causa Uniwersytetu w Lipsku.
Był autorem recenzji teatralnych i malarskich w czasopismach wiedeńskich i monachijskich. Pracował jako korespondent wiedeńskiej „Neue Presse”, gdzie zajmował się, między innymi, polskim środowiskiem malarskim w Monachium, z Maksymilianem Gierymskim na czele. Polskie środowisko artystów w Monachium, w sposób szczególny wyróżniał, na tle tamtejszego otoczenia artystycznego.
Na marginesie swej działalności historyka i krytyka sztuki zajmował się układaniem problemów szachowych i od 1888 prowadził kolumnę szachową w czasopiśmie „Münchner Neueste Nachrichten”. Skupiał się na problematyce skuteczności ruchów i czystych obrazy mata. Rok po śmierci Bayersdorfera Johannes Kohtz i Carl Kockelkorn opublikowali książkę o szachowych problemach Bayersdorfera.
Od 1880 r. był żonaty z Jenny Pauly, z którą miał troje dzieci. Zmarł w 1901, w wieku 59 lat, na chorobę serca.